# Lycée Condorcet
A Lycée Condorcet A korábban Lycée Bonaparte néven ismert Párizs négy legrégebbi líceuma egyike, és egyben az egyik legrangosabb is. 1803-ban alapították jelenlegi helyén, a 8 rue du Havre szám alatt, a Gare Saint-Lazare és a Boulevard Haussmann között, a 9. kerületben.

## Ismert diákok
- Raymond Aron (1905–1983), francia filozófus, szociológus, politológus
- Bảo Đại (1913–1997), Vietnám utolsó császára
- Jean Béraud (1849–1935), francia festő
- Henri Bergson (1859–1941), francia filozófus
- Pierre Bonnard (1867–1947), francia festő
- Marcel Brillouin(wd) (1854–1948), francia fizikus
- Alexandre-Théodore Brongniart(wd) (1739–1813), francia épitész
- Daniel Buren (1938–), francia festő, és szobrász
- Henri Cartier-Bresson (1908–2004), francia fotográfus
- André Citroën (1878–1935), francia mérnök
- Jean Cocteau (1889–1963), francia költő, író, festő, színész és filmrendező
- André Frédéric Cournand (1895–1988), francia–amerikai orvos, fiziológus
- Marcel Dassault(wd) (1892–1986), francia repülőgépgyártó
- Paul Deschanel (1855–1922), a Harmadik Francia Köztársaság 10. elnöke
- Jacques Dutronc (1938–), francia énekes és színész
- Louis de Funès (1814–1983), francia komikus és, színész
- Serge Gainsbourg (1928–1991), francia költő, zeneszerző, énekes, színész és filmrendező.
- Georges Eugène Haussmann (1809–1891), francia várospolitikus
- Jules Laforgue (1860–1887), francia költő
- Claude Lanzmann (1925–2018), francia dokumentumfilm-rendező
- Claude Lévi-Strauss (1908–2009), francia szociológus, etnológus és antropológus
- Pierre Moscovici(wd) (1957–), francia politikus
- Francis Poulenc(1899–1963), francia zeneszerző
- Marcel Proust (1878–1935), francia regényíró
- Louis Renault (1877–1944), francia nagyiparos
- Ker-Xavier Roussel (1867–1944), francia festő és grafikus
- Paul Sérusier (1864–1927), francia festő
- Henri de Toulouse-Lautrec (1864–1901), francia festő
- Jean-Claude Trichet (1942–), az Európai Központi Bank (EKB) francia elnöke
- Gaspard-Félix Tournachon (1820–1910), francia fotográfus, karikaturista, újságíró, író és léghajós
- Paul Valéry (1871–1945), francia költő
- Paul Verlaine (1844–1896), francia költő
- Alfred de Vigny (1779–1863), francia költő
- Édouard Vuillard (1868–1940), francia festő
- Abdoulaye Wade(wd) (1926–), a Szenegál elnöke
- William Carlos Williams (1883–1963), amerikai orvos és költő